# Frédéric II de Brunswick-Lunebourg
Pour les articles homonymes, voir Frédéric II.
Frédéric II (1418-1478), dit « le Débonnaire » ou « le Pieux » (der Fromme), est duc de Brunswick-Lunebourg et prince de Lunebourg de 1434 à 1457 et de 1471 à 1478.

## Biographie
Après le décès de son père Bernard Ier, Frédéric II de Brunswick-Lunebourg règne conjointement avec son frère Othon sur la principauté de Lunebourg. Il fait rebâtir le château de Celle et améliore par de nouvelles réformes la situation juridique des paysans. En 1452, il fait construire, à Heylig près de Celle, un couvent franciscain.
En 1457, il transmet ses pouvoirs à son fils aîné, Bernard II, et se retire dans un monastère. À la mort de son fils cadet Othon V, survenue en 1471, il quitte sa retraite pour gouverner le Lunebourg pendant la minorité de son petit-fils Henri, alors âgé de trois ans.

## Descendance
En 1430, Frédéric II épouse Madeleine (1412-1454), fille du margrave Frédéric Ier de Brandebourg. Trois enfants naissent de cette union :
- Marguerite (morte en 1512), épouse en 1452 le duc Henri de Mecklembourg-Stargard ;
- Bernard II (1432-1464), duc de Brunswick-Lunebourg ;
- Othon V, duc de Brunswick-Lunebourg.